# Reinaldo Arenas
Reinaldo Arenas Fuentes (Holguín, 16 de julio de 1943-Nueva York, 7 de diciembre de 1990) fue un novelista, dramaturgo y poeta cubano conocido por sus obras mágico-realistas y su oposición al gobierno de Fidel Castro.

## Biografía
Arenas nació en el campo, en Aguas Claras —en la parte norte de la provincia de Oriente—, y más tarde su familia se mudó a Holguín. Su adolescencia campesina y precoz se vio marcada por el manifiesto enfrentamiento contra la dictadura de Batista. Colaboró con la revolución cubana, hasta que, debido a la exclusión a que fue sometido, optó por la disidencia. Su presencia pública e intelectual le granjeó marcadas antipatías en las más altas instancias del Estado, lo cual, unido a su homosexualidad, provocó una implacable y manifiesta persecución en su contra.
En toda su vida, Arenas solo pudo publicar un libro en Cuba: Celestino antes del alba, que agotó su primera edición en una semana y no pudo reeditarse. Esta primera novela inicia una pentagonía sobre la revolución que continúa con El palacio de las blanquísimas mofetas, Otra vez el mar, El asalto y El color del verano, novelas en las que expresa su inicial entusiasmo y posterior desengaño, especialmente en Otra vez el mar, hasta concluir en una parodia grotesca, carnavalesca y festiva de la misma en El color del verano, ambientada en 1999, durante los festejos por los cincuenta años del triunfo de la Revolución. 
Reinaldo Arenas sufrió persecución no solamente por su abierta homosexualidad, sino por su crítica al Gobierno, que le cerró muchas posibilidades de desarrollo como escritor e intelectual durante los años de mayor ostracismo cultural y sectarismo en la isla.
Contemporáneo y amigo de José Lezama Lima y Virgilio Piñera, fue encarcelado en condiciones muy duras, llegando a admitir lo inconfesable y a renegar de sí mismo. Ello provocó, en la sensible personalidad del escritor, un arrepentimiento que fue más allá de los muros de la prisión de El Morro (entre 1974 y 1976), calando tan hondo en su corazón que acabó por odiar todo cuanto le rodeaba. En esta época escribió su autobiografía, titulada Antes que anochezca.
Durante los años setenta, intentó emigrar en varias ocasiones, pero falló. Finalmente, en 1980, salió del país durante el Éxodo del Mariel. Por la prohibición que pesaba sobre su trabajo, Arenas no tenía autorización para salir, pero logró hacerlo cambiando su primer apellido por Arinas, en su pasaporte.
Desplegó desde este momento, y en el exilio nunca aceptado de Nueva York por el conservadurismo y la homofobia de los cubanos exiliados ligados al Partido Republicano en Florida, una profunda visión intelectual de la existencia enmarcada entre la expresión poética más hermosa y la más amarga derrota del desencanto. Estableció su residencia en Nueva York, donde en 1987 le fue diagnosticado el virus del VIH/sida.

## Muerte
El 7 de diciembre de 1990, Arenas se suicidó, por sobredosis de drogas y alcohol. Envió a la prensa y a sus amigos una sentida carta de despedida. Fue incinerado y sus cenizas esparcidas en el mar.

## Legado
En 2000 se estrenó la versión cinematográfica de Antes que anochezca, película basada en su libro autobiográfico que dirigió Julian Schnabel, filmada en las semirruinas del que fuese templo jesuita de San Francisco Javier, en Veracruz, México. El personaje de Reinaldo Arenas lo interpretó Javier Bardem que por su actuación ganó en 2001 la Copa Volpi al mejor actor en el Festival Internacional de Cine de Venecia, el premio Independent Spirit y fue nominado al Óscar al Mejor Actor.
Del mismo título es la ópera que le dedicó el compositor Jorge Martín, estrenada en la ópera de Fort Worth en junio de 2010 y también representada en el Lincoln Center de Nueva York y, en 2017, en Miami. Seres extravagantes es el documental biográfico realizado por Manuel Zayas, en 2004, filmado clandestinamente un año antes en Cuba. Su obra ha tenido gran influencia en escritores de la siguiente generación, no solo homosexuales, sino en la intelectualidad general. Ella está presente en autores gais como Abilio Estévez y su Tuyo es el reino o en la novela Última rumba en La Habana, del escritor Fernando Velázquez Medina.

## Temas
Según Jacobo Machover, la mayor parte de la obra de Arenas fue producida en condiciones de urgencia y de necesidad absoluta. Varios de sus manuscritos fueron confiscados y destruidos por el régimen, razón por la cual tuvo que reescribir muchas veces, casi todas durante su exilio. Entonces, resulta lógico que la narrativa de Arenas se incline, casi siempre, en dos cuestiones: en su vida y en la situación social cubana de la época. Si bien toda su producción literaria no es necesariamente autobiográfica, sí plasmó fragmentos de su vida en varias obras; en cuanto a la disidencia, al haber sido él víctima de la crueldad de un Estado represor y homofóbico, su postura siempre se mantuvo clara en cuanto al régimen político: estaba en contra de él. Temáticas de violencia, persecución y la búsqueda de la libertad son comunes en casi toda su producción literaria.
En El color del verano, Arenas narra los acontecimientos que suceden en Cuba durante la celebración de 50 años del dictador Fifo, durante la cual se muestran los abusos de poder de aquellos que se han alienado con el gobierno y la resistencia de una juventud de vida subterránea, desgarrada, erotizada, rebelde y envilecida que se niega a aceptar y a vivir bajo la fuerte represión que domina a Cuba. Su novela El asalto profundiza mucho más en el aspecto de la libertad y de la lucha contra el régimen. La novela cuenta la historia de un Estado en el que se venera por sobre todas las cosas al «reprimerísimo», quien como indica su nombre, es represor y perseguidor de todo lo que le contradiga, violenta la libertad y cualquier forma de vida que no encaje en sus normas sociales y políticas. 
En estas dos obras, a pesar de la existencia de personajes protagonistas y secundarios, Reinaldo Arenas se enfoca en sentimientos colectivos y específicos del pueblo cubano herido por la represión, la violencia y el encierro en su propia patria. En cambio, en Otra vez el mar, Arenas retoma la libertad, la desesperación y la angustia para plasmarlas ahora de manera particular en la pareja principal, un hombre —intelectual y militante— y una mujer —enamorada, dolida e inconforme—. Además de los lugares comunes que aparecen en el resto de la literatura de Arenas, en Otra vez el mar el autor profundiza en sus personajes y en la relación que mantienen. La novela está narrada en dos partes, una contada por la mujer y otra por Héctor, su marido. En ambos discursos, desde sus respectivas perspectivas, se habla del hastío que sienten el uno por el otro, así como de la incapacidad de separarse y el miedo a las consecuencias que esto pueda tener tanto para ellos como para sus hijos. Es trasfondo social y político de la novela, aunque nunca se especifica dentro de ella, está basado en el golpe contra Batista y la toma de poder de Fidel Castro, de cómo la situación pareció mejorar por un tiempo para después volver a la monstruosidad de un régimen político violento y represor.
Arturo, la estrella más brillante denunciaba la vida de un preso en los campos de concentración para homosexuales establecidos en Cuba en los años sesenta.
Estos temas no solo se presentan en su obra narrativa, sino también en sus ensayos, su poesía y el teatro que escribió. La literatura de Reinaldo Arenas es atrevida, transgresora y violenta por los temas que trata y por el contexto en el que se dio, desafiando al Estado que se oponía y reprimía a lo disidente en cualquier manifestación cultural, social y personal. Una de las características más interesantes de su escritura es la mezcla de hechos reales (tanto históricos cubanos como pasajes de su vida) con personajes y situaciones ficticias, incluso fantásticas.

## Escritos
A pesar de su corta vida y las dificultades impuestas durante su encarcelamiento, Arenas produjo un importante trabajo. Además de los importantes esfuerzos poéticos ("El Central", "Leprosorio"), su Pentagonia es un conjunto de cinco novelas que comprenden una "historia secreta" de la Cuba posrevolucionaria. Incluye "Celestino antes del alba (en inglés también titulado «Singin From Hell»), "Otra vez el mar", "El Palacio de las blanquísimas mofetas", "El color del verano" y "El asalto". En estas novelas, el estilo de Arenas abarca desde una narrativa realista y una prosa experimental altamente modernista hasta un humor satírico absurdo. Su segunda novela, Alucinaciones ("El mundo alucinante"), reescribe la historia del sacerdote disidente colonial Fray Servando Teresa de Mier.
En entrevistas, su autobiografía, y en algunos de sus trabajos de ficción, Arenas establece conexiones explícitas entre su propia experiencia de vida y las identidades y destinos de sus protagonistas. Como es evidente y como han señalado críticos como Francisco Soto, el "narrador infantil" en "Celestino", Fortunato de "El Palacio ...", Héctor de "Adiós ..", y el triplicado llamado "Gabriel / Reinaldo / Gloomy Skunk "personaje en" Color "parece vivir etapas progresivas de una historia de vida continua que también está vinculada a la propia de Arenas. A su vez, Arenas vincula constantemente su vida narrada individual con la experiencia histórica de una generación de cubanos. Un tema constante en sus novelas y otros escritos es la condena del gobierno de Fidel Castro, aunque Arenas también critica a la Iglesia Católica, la cultura y la política de los Estados Unidos. También critica una serie de personalidades literarias en La Habana e internacionalmente, particularmente aquellas que él creía que lo habían traicionado y reprimido su trabajo (Severo Sarduy y Ángel Rama son ejemplos notables). Sus "Treinta trabalenguas truculentos", que según él circulaban en La Habana y que están reimpresos en "El color del verano", se burlan de todos, desde amigos personales que, según sugiere, pueden haberlo espiado hasta figuras como Nicolás Guillén, Alejo Carpentier, Miguel Barnet, Severo Sarduy y, por supuesto, el propio Fidel Castro.
Su autobiografía Before Night Falls estaba en la lista del New York Times de los diez mejores libros del año en 1993. En 2000, este trabajo se convirtió en una película, dirigida por Julian Schnabel, en la que Javier Bardem interpretó a Arenas. Una ópera basada en la autobiografía con libreto y música del compositor cubanoamericano Jorge Martín se estrenó en la Fort Worth Opera el 29 de mayo de 2010, con el barítono Wes Mason cantando el papel de Arenas.
Los documentos de Reinaldo Arenas se conservan en la Biblioteca de la Universidad de Princeton. “La colección consta de documentos personales y de trabajo de Reinaldo Arenas” e incluye mecanografía y borradores de mecanografía, ensayos, entrevistas, recortes de periódicos, correspondencia y otros documentos.

## Obra

### Novelas
- 1967: Celestino antes del alba
- 1965 : El mundo alucinante
- 1980: El palacio de las blanquísimas mofetas
- 1980: La vieja Rosa
- 1982: Otra vez el mar
- 1984: Arturo, la estrella más brillante
- 1987: La loma del ángel
- 1988: El asalto
- 1989: El portero
- 1990: Viaje a La Habana
- 1991: El color del verano o Nuevo Jardín de las Delicias

### Autobiografía
- 1992: Antes que anochezca

### Narrativa breve
- 1972: Con los ojos cerrados
- 1981: Termina el desfile

### Antologías poéticas
- 1981: El central
- 1989: Voluntad de vivir manifestándose
- 2001: Inferno, poesía completa con prólogo de Juan Abreu

### Ensayo
- 1986: Necesidad De Libertad

### Teatro
- 1986: Cinco obras de teatro bajo el título Persecución.